# Bemoair
Bemoair byla česká letecká společnost. Vznikla v roce 1994 jako součást firmy BEMO, svou činnost ukončila kvůli finančním problémům v roce 1997, odkoupily ji české aerolinky Egretta BMI. Provozovala pravidelné, nákladní a charterové lety pro cestovní kanceláře. Pravidelné lety byly provozovány ve spolupráci společností Arcus-Air (linka do Mannheimu). Nákladní lety létal Bemoair letadly Let L-410 a Cessna 421 pro kurýrní společnost UPS do letiště Kolína nad Rýnem/Bonn.
V podobnou dobu jako Bemoair byla založena letecká škola BemoAir, která stále provozuje leteckou školu v Brně a Benešově.

## Destinace
Společnost Bemoair létala v průběhu existence do následujících destinací či oblastí:
- Mannheim – pravidelná linka od roku 1994, létaly na ní letadla Let L-410 (OK-WDJ a WDO)
- Středomoří (např. Palma de Mallorca)
- Severní Afrika

## Flotila
Flotila Bemoair se v průběhu let skládala z následujících letadel, Bemoair pravděpodobně provozoval také typy Antonov An-2 a Let L-200 Morava, tato informace ale není ověřená.
| Letadlo        | Imatrikulace | Sériové číslo | Vyrobeno | Zařazení        | Vyřazení           | Poznámky                                                | Reference   |
| -------------- | ------------ | ------------- | -------- | --------------- | ------------------ | ------------------------------------------------------- | ----------- |
| Cessna 421B    | OK-DKE       |               |          | 1997            |                    | S tímto letadlem provozoval Bemoair nákladní lety       | [ 2 ]       |
| Boeing 727-200 | 5V-TPA       | 22165         | 1980     | říjen 1996      |                    | Pronajat od gambijské společnosti Air Dabia             | [ 4 ]       |
| Iljušin Il-62M | OK-JBJ       | 4933456       | 1979     | květen 1996     | 19. listopadu 1996 | Odkoupeno od ČSA, později u Egretta BMI                 | [ 5 ] [ 6 ] |
| Iljušin Il-62M | OK-OBL       | 4445032       | 1984     | 25. ledna 1996  |                    | Odkoupeno od ČSA, později u Egretta BMI                 | [ 7 ]       |
| Iljušin Il-62M | RA-86552     | 2052345       |          | 24. května 1995 | 3. října 1995      | Pronajato od Domodědovo Airlines, později u Egretta BMI | [ 8 ] [ 9 ] |
| Let L-410      | OK-UDS       | 892321        | 1989     | listopad 1996   | duben 1997         | Převzato po Air Vítkovice, později u Egretta BMI        | [ 10 ]      |
| Let L-410      | OK-WDJ       | 912532        |          |                 |                    |                                                         | [ 11 ]      |
| Let L-410      | OK-WDL       | 912533        | 1991     | 1991            |                    |                                                         | [ 12 ]      |
| Let L-410      | OK-WDO       | 912538        | 1991     | 1991            |                    | Zničeno při havárii 2005                                | [ 13 ]      |